# Paul Arbelet
Paul Arbelet (* 18. Februar 1874 in Paris; † 4. September 1938 in Planchez, Département Nièvre) war ein französischer Romanist und Stendhal-Spezialist.

## Leben und Werk
Arbelet besuchte die École normale supérieure und bestand 1897 die Agrégation. Er war Gymnasiallehrer in Moulins, Tours,  Nîmes, Evreux, Versailles und ab 1913 in Paris (Lycée Louis-le-Grand und Lycée Condorcet). 1913 habilitierte er sich mit den beiden Thèses La jeunesse de Stendhal (Paris 1914, 2 Bde., 1919) und L'histoire de la peinture en Italie et les plagiats de Stendhal (Paris 1914, Genf 2001) und forschte zeitlebens über  Stendhal. 1936 ging er in den Ruhestand.

## Werke
- (mit Casimir Stryienski [1853–1912]) Soirées du Stendhal Club. Documents inédits. Deuxième édition,  Paris 1908, Genf 1998
- (Hrsg.) Stendhal, Journal d'Italie, Paris 1911
- (Hrsg. mit Édouard Champion) Oeuvres complètes de Stendhal, 15 Bde., Paris 1913–1940 (Vorworte durch berühmte Schriftsteller)
- Les amours romantiques de Stendhal et de Victorine, Paris 1924
- (Hrsg.) Stendhal, Histoire de la peinture en Italie, 2 Bde., Paris 1924
- Stendhal épicier ou les Infortunes de Mélanie,  Paris  1926, 1933, Marseille 1985
- Trois solitaires: Courier. Stendhal. Mérimée,  Paris  1934
- Stendhal au pays des comédiennes, Grenoble 1934
- (Hrsg.) Molière, Dom Juan ou le Festin de Pierre, Paris 1934 (Classiques Larousse)
- Louason ou les Perplexités amoureuses de Stendhal,  Grenoble 1938